# Oscarsgalan 1973
Oscarsgalan 1973 som hölls 27 mars 1973 var den 45:e upplagan av Oscarsgalan där det prestigefyllda amerikanska filmpriset Oscar delades ut till filmer som kom ut under 1972. 

## Priskategorier

### Bästa film
Vinnare:
Gudfadern - Albert S. Ruddy
Övriga nominerade:
Cabaret - Cy Feuer
Den sista färden - John Boorman
Utvandrarna - Bengt Forslund
Sounder - Robert B. Radnitz

### Bästa manliga huvudroll
Vinnare:
Gudfadern - Marlon Brando (vägrade gå på Oscarsgalan och skickade Sacheen Littlefeather som tackade nej till Oscarn å hans vägnar)
Övriga nominerade:
Sleuth - Spårhunden - Michael Caine
Sleuth - Spårhunden - Laurence Olivier
Den härskande klassen - Peter O'Toole
Sounder - Paul Winfield

### Bästa kvinnliga huvudroll
Vinnare:
Cabaret - Liza Minnelli
Övriga nominerade:
Lady Sings the Blues - Diana Ross
Min lättfotade moster - Maggie Smith
Sounder - Cicely Tyson
Utvandrarna - Liv Ullmann

### Bästa manliga biroll
Vinnare:
Cabaret - Joel Grey
Övriga nominerade:
Hjärtekrossaren - Eddie Albert
Gudfadern - James Caan
Gudfadern - Robert Duvall
Gudfadern - Al Pacino

### Bästa kvinnliga biroll
Vinnare:
Fri som fjärilen - Eileen Heckart
Övriga nominerade:
Hjärtekrossaren - Jeannie Berlin
Varning! Äktenskap pågår - Geraldine Page
Fat City - Chansernas stad - Susan Tyrrell
SOS Poseidon - Shelley Winters

### Bästa regi
Vinnare:
Cabaret - Bob Fosse
Övriga nominerade:
Den sista färden - John Boorman
Gudfadern - Francis Ford Coppola
Sleuth - Spårhunden - Joseph L. Mankiewicz
Utvandrarna - Jan Troell

### Bästa manus efter förlaga
Vinnare:
Gudfadern - Mario Puzo, Francis Ford Coppola (Puzo närvarade inte vid ceremonin)
Övriga nominerade:
Cabaret - Jay Presson Allen
Utvandrarna - Jan Troell, Bengt Forslund
Varning! Äktenskap pågår - Julius J. Epstein
Sounder - Lonne Elder III

### Bästa originalmanus
Vinnare:
Bill McKay - utmanaren - Jeremy Larner
Övriga nominerade:
Borgarklassens diskreta charm - Luis Buñuel (manus/berättelse), Jean-Claude Carrière (samarbete)
Lady Sings the Blues - Terence McCloy, Chris Clark, Suzanne De Passe
Den första kärleken - Louis Malle
Churchills äventyrliga ungdom - Carl Foreman

### Bästa foto
Vinnare:
Cabaret - Geoffrey Unsworth
Övriga nominerade:
Fri som fjärilen - Charles Lang
SOS Poseidon - Harold E. Stine
1776 - Harry Stradling Jr.
Min lättfotade moster - Douglas Slocombe

### Bästa scenografi
Vinnare:
Cabaret - Rolf Zehetbauer, Hans Jürgen Kiebach, Herbert Strabel
Övriga nominerade:
Lady Sings the Blues - Carl Anderson, Reg Allen
SOS Poseidon - William J. Creber, Raphael Bretton
Min lättfotade moster - John Box, Gil Parrondo, Robert W. Laing
Churchills äventyrliga ungdom - Donald M. Ashton, Geoffrey Drake, John Graysmark, William Hutchinson, Peter James

### Bästa kostym
Vinnare:
Min lättfotade moster - Anthony Powell
Övriga nominerade:
Gudfadern - Anna Hill Johnstone
Lady Sings the Blues - Bob Mackie, Ray Aghayan, Norma Koch
SOS Poseidon - Paul Zastupnevich
Churchills äventyrliga ungdom - Anthony Mendleson

### Bästa ljud
Vinnare:
Cabaret - Robert Knudson, David Hildyard
Övriga nominerade:
Fri som fjärilen - Arthur Piantadosi, Charles T. Knight
Bill McKay - utmanaren - Richard Portman, Gene S. Cantamessa
Gudfadern - Charles Grenzbach, Richard Portman, Christopher Newman
SOS Poseidon - Theodore Soderberg, Herman Lewis

### Bästa klippning
Vinnare:
Cabaret - David Bretherton
Övriga nominerade:
Den sista färden - Tom Priestley
Gudfadern - William Reynolds, Peter Zinner
Fyra smarta bovar - Frank P. Keller, Fred W. Berger
SOS Poseidon - Harold F. Kress

### Bästa sång
Vinnare:
SOS Poseidon - Al Kasha, Joel Hirschhorn för "The Morning After".
Övriga nominerade:
Råttorna slår till igen - Walter Scharf (musik), Don Black (text) för "Ben".
The Little Ark - Fred Karlin (musik), Marsha Karlin (text) för "Come Follow, Follow Me".
Häng dem snabbt - Maurice Jarre (musik), Alan Bergman (text), Marilyn Bergman för "Marmalade, Molasses & Honey".
The Stepmother - Sammy Fain (musik), Paul Francis Webster (text) för "Strange Are the Ways of Love".

### Bästa filmmusik
Vinnare:
Rampljus - Charles Chaplin, Ray Rasch, Larry Russell
Övriga nominerade:
Schizo - den kluvna verkligheten - John Williams
Napoleon och Samantha - Buddy Baker
SOS Poseidon - John Williams
Sleuth - Spårhunden - John Addison
Gudfadern - Nino Rota (nomineringen drogs tillbaka eftersom musiken var återanvänd från en annan film)

### Bästa originalmusik
Vinnare:
Cabaret - Ralph Burns
Övriga nominerade:
Lady Sings the Blues - Gil Askey
Mannen från La Mancha - Laurence Rosenthal

### Bästa animerade kortfilm
Vinnare:
A Christmas Carol - Richard Williams
Övriga nominerade:
Kama Sutra Rides Again - Bob Godfrey
Tup Tup - Nedeljko Dragic

### Bästa kortfilm
Vinnare:
Norman Rockwell's World... An American Dream - Richard Barclay
Övriga nominerade:
Frog Story - Ron Satlof, Raynold Gideon
Solo - David Adams

### Bästa dokumentära kortfilm
Vinnare:
Deze kleine wereld - Charles Huguenot van der Linden, Martina Huguenot van der Linden
Övriga nominerade:
Hundertwasser Regentag - Peter Schamoni
K-Z - Giorgio Treves
Selling Out - Tadeusz Jaworski
The Tide of Traffic - Humphrey Swingler

### Bästa dokumentärfilm
Vinnare:
Marjoe - Howard Smith, Sarah Kernochan
Övriga nominerade:
Det mänskliga djuret - Bert Haanstra
Malcolm X - Marvin Worth, Arnold Perl
Manson - Robert Hendrickson, Laurence Merrick
The Silent Revolution - Eckehard Munck

### Bästa utländska film
Vinnare:
Borgarklassens diskreta charm (Frankrike)
Övriga nominerade:
Här är gryningarna stilla (Sovjetunionen)
Ani Ohev Otach Rosa (Israel)
Mi querida señorita (Spanien)
Nybyggarna (Sverige)

### Special-Oscar
SOS Poseidon - L.B. Abbott, A.D. Flowers för specialeffekterna

### Heders-Oscar
Charles S. Boren
Edward G. Robinson